# 2011阿里山極限挑戰王
阿里山極限挑戰王國際自行車競技暨自我挑戰活動，乃為一項形似「環法自由車賽」之高山自行車賽事。

## 歷史
競賽日期原定計畫為2011年7月3日（星期日）5時30分-11時50分，後來亦已順利按原定計畫地點與時間2011年7月3日（星期日）成行，而實際參賽人數為2,507名選手。
主辦單位是中華民國城市生活運動協會（Powered By C2C CREATION），而嘉義縣（市）政府、公路總局第五區工程處、嘉義林管處、阿里山國家風景區管理處等機關，為基於運動觀光及「阿里山低碳旅遊」之推展，特提供相當之行政協助。

## 賽事

### 2011年/臺灣（阿里山）
- 活動特色（Event Features）：
  - 一級坡等（Catgory One Mountain Stage）

近2,100公尺海拔，平均坡度3.62%，坡度指數134.7，征服環法自由車賽一級山岳。
- - 阿里雲海之巔（ALISHAN The Summit of Clouds）
  - 極限挑戰王獎章（King Extreme Medal）
  - 能源小站（Energy Stop）[2]

（A站）水站- 阿里山公路34.5公里處。
（B站）能量小站- 阿里山公路51.0公里處。
（C站）能量小站- 阿里山公路66.0公里處（迷糊步道）。
（D站）水站- 阿里山公路79.0公里處。
- - TUAA完賽紀念卡（TUAA Sports Card）

#### 競賽資格判定
- 運動健將組（Elite Class）

限額：200人，每隊人數以10人為限。
年滿15歲，（民國85年/1996年）以前（含）出生，身具長途自行車公路登山競賽經驗者。
自我評估足以勝任運動健將組（Elite Class）之選手。
凡具有UCI認定三級以上職業選手資格，以及2010年至2011年曾參加過亞運、世青、亞、奧運、世界盃、亞洲錦標賽之選手等，必須以運動健將組（Elite Class）參賽。
車體配備限定：僅限公路車。為避免影響比賽進行，僅可使用標準彎把，至於（休息把、計時車牛角把、全封閉式之碟輪、刀輪）均不可於賽場上使用。
- 自我挑戰組 （Citizen Challenging Group）

限額：2,000人。
男子組：
M1組/年齡15~24歲，（民國85~76年/1996~1987年）（含）出生。
M2組/年齡25~29歲，（民國75~71年/1986~1982年）（含）出生。
M3組/年齡30~34歲，（民國70~66年/1981~1977年）（含）出生。
M4組/年齡35~39歲，（民國65~61年/1976~1972年）（含）出生。
M5組/年齡40~44歲，（民國60~55年/1971~1966年）（含）出生。
M6組/年齡45~49歲，（民國54~51年/1965~1962年）（含）出生。
M7組/年齡50~54歲，（民國50~46年/1960~1957年）（含）出生。
M8組/年齡55歲以上，（民國45年/1956年）以前出生。
女子組：
W1組/年齡34歲以下，（民國66年/1977年）以後出生。
W2組/年齡35歲以上，（民國65年/1976年）以前出生。
車體配備限定：任何車種，但以人力動力為限。

#### 競賽場域
- 起點會場：嘉義縣北回歸線太陽館。
- 比賽場地：
- 賽場路況（最新公告/6月30日）：有關台18線阿里山公路部分拓寬工程於7月3日活動當天工程單位之配合，經多次協調後，概述如下：

1. 於活動前，工程單位會將相關「路面施作平整」，雖說如此，但挑戰者還須小心通行。
2. 工程路段只佔挑戰路線總長度不到1%，請勿逞快，請妥善分配體能狀況。
3. 工務段因工期合約問題無法全日停工，但為配合此活動之順利進行，選手預計通過時段，將會暫停大型機具之施工進行。
4. 大會將於各工程段加派裁判，於活動當日，協助選手順利通行，請選手務必配戴自行車安全帽，並貼上挑戰號碼貼紙，以供裁判判別。

#### 競賽距離與時限
- 挑戰距離（Distance）：約75公里。
- 高度（Height）：海拔2,174公尺。
- 挑戰路線 （Route）：[3]

嘉義縣北回歸線太陽館出發(0.0K)→
博愛路→右轉世賢路三段→直行世賢路四段→右轉吳鳳南路→左轉立仁路→右轉彌陀路→直行忠義橋→直行忠義路→左轉阿里山公路→
頂六(9.0K/海拔100公尺)→
隆興(14.0K/海拔200公尺)→
觸口(20.0K/海拔300公尺) →
龍美(36.6K/海拔1,070公尺) →隙頂→
龍頭(45.8K/海拔1,260公尺)→
石桌(51.0K/海拔1,280公尺)→
十字路(63.0K/海拔1,520公尺) →
阿里山公路87公里處(合計約75.0K/海拔2,174公尺)。

#### 比賽名次與相關獎勵
| 競技別                 | 名次   | 選手              | 背號 | 競賽成績      | 獎勵                                                      |
| ---------------------- | ------ | ----------------- | ---- | ------------- | --------------------------------------------------------- |
| Elite Class 運動健將組 | 第一名 | Christopher Smith | 003  | 2時46分10秒05 | 獎金新台幣65萬元整、獎盃乙座及 阿里山極限挑戰王冠軍衫乙件 |
| Elite Class 運動健將組 | 第二名 | 馮俊凱            | 051  | +0分35秒52    | 獎金新台幣15萬元整、獎盃乙座                              |
| Elite Class 運動健將組 | 第三名 | 矢部周作          | 012  | +2分43秒41    | 獎金新台幣 5萬元整、獎盃乙座                              |
| Elite Class 運動健將組 | 第四名 | 范永奕            | 035  | +2分47秒19    | 獎金新台幣 1萬元整、獎盃乙座                              |
| Elite Class 運動健將組 | 第五名 | 朱梵心            | 013  | +3分09秒90    | 獎金新台幣 1萬元整、獎盃乙座                              |
| Elite Class 運動健將組 | 第六名 | 李偉誠            | 022  | +3分55秒58    | 獎金新台幣 1萬元整、獎盃乙座                              |
| Elite Class 運動健將組 | 第七名 | 張偉鎧            | 040  | +4分24秒64    | 獎金新台幣 1萬元整、獎盃乙座                              |
| Elite Class 運動健將組 | 第八名 | 黃文忠            | 052  | +4分37秒29    | 獎金新台幣 1萬元整、獎盃乙座                              |
| 自我挑戰組 男子/M1組   | 第一名 | 張閎博            | 1044 | 2時55分49秒84 | 獎金新台幣5,000元整、獎盃乙座                             |
| 自我挑戰組 男子/M1組   | 第二名 | 劉尉傑            | 1076 | 2時56分01秒82 | 獎金新台幣3,000元整、獎盃乙座                             |
| 自我挑戰組 男子/M1組   | 第三名 | 蔡宜勳            | 1081 | 2時57分33秒64 | 獎金新台幣2,000元整、獎盃乙座                             |
| 自我挑戰組 男子/M2組   | 第一名 | 鄭再宏            | 2255 | 3時01分23秒28 | 獎金新台幣5,000元整、獎盃乙座                             |
| 自我挑戰組 男子/M2組   | 第二名 | 洪佳賢            | 2100 | 3時02分44秒86 | 獎金新台幣3,000元整、獎盃乙座                             |
| 自我挑戰組 男子/M2組   | 第三名 | 王堯軒            | 2012 | 3時06分19秒95 | 獎金新台幣2,000元整、獎盃乙座                             |
| 自我挑戰組 男子/M3組   | 第一名 | 林界明            | 3156 | 3時00分27秒04 | 獎金新台幣5,000元整、獎盃乙座                             |
| 自我挑戰組 男子/M3組   | 第二名 | 陳穎毅            | 3352 | 3時01分26秒03 | 獎金新台幣3,000元整、獎盃乙座                             |
| 自我挑戰組 男子/M3組   | 第三名 | 施棟瀝            | 3200 | 3時05分02秒64 | 獎金新台幣2,000元整、獎盃乙座                             |
| 自我挑戰組 男子/M4組   | 第一名 | 陳宜全            | 4283 | 3時05分59秒93 | 獎金新台幣5,000元整、獎盃乙座                             |
| 自我挑戰組 男子/M4組   | 第二名 | 蕭楷樺            | 4448 | 3時08分35秒16 | 獎金新台幣3,000元整、獎盃乙座                             |
| 自我挑戰組 男子/M4組   | 第三名 | 陳鏡順            | 4323 | 3時14分00秒65 | 獎金新台幣2,000元整、獎盃乙座                             |
| 自我挑戰組 男子/M5組   | 第一名 | 周曉麟            | 5078 | 3時07分40秒31 | 獎金新台幣5,000元整、獎盃乙座                             |
| 自我挑戰組 男子/M5組   | 第二名 | 潘品華            | 5329 | 3時08分30秒88 | 獎金新台幣3,000元整、獎盃乙座                             |
| 自我挑戰組 男子/M5組   | 第三名 | 薛文志            | 5360 | 3時10分51秒82 | 獎金新台幣2,000元整、獎盃乙座                             |
| 自我挑戰組 男子/M6組   | 第一名 | 許清文            | 6107 | 3時17分05秒33 | 獎金新台幣5,000元整、獎盃乙座                             |
| 自我挑戰組 男子/M6組   | 第二名 | 郭志堅            | 6111 | 3時17分54秒66 | 獎金新台幣3,000元整、獎盃乙座                             |
| 自我挑戰組 男子/M6組   | 第三名 | 梁元茂            | 6102 | 3時20分07秒45 | 獎金新台幣2,000元整、獎盃乙座                             |
| 自我挑戰組 男子/M7組   | 第一名 | 朱一平            | 7012 | 3時11分22秒63 | 獎金新台幣5,000元整、獎盃乙座                             |
| 自我挑戰組 男子/M7組   | 第二名 | 廖木林            | 7115 | 3時29分42秒95 | 獎金新台幣3,000元整、獎盃乙座                             |
| 自我挑戰組 男子/M7組   | 第三名 | 傅格林            | 7092 | 3時37分08秒08 | 獎金新台幣2,000元整、獎盃乙座                             |
| 自我挑戰組 男子/M8組   | 第一名 | 曾錦川            | 8028 | 3時49分57秒37 | 獎金新台幣5,000元整、獎盃乙座                             |
| 自我挑戰組 男子/M8組   | 第二名 | 吳春榮            | 8005 | 3時54分27秒42 | 獎金新台幣3,000元整、獎盃乙座                             |
| 自我挑戰組 男子/M8組   | 第三名 | 黃清泉            | 8033 | 3時56分30秒05 | 獎金新台幣2,000元整、獎盃乙座                             |
| 自我挑戰組 女子/W1組   | 第一名 | 張琬琳            | 9147 | 3時15分55秒16 | 獎金新台幣5,000元整、獎盃乙座                             |
| 自我挑戰組 女子/W1組   | 第二名 | 黃合旬            | 9178 | 3時18分04秒08 | 獎金新台幣3,000元整、獎盃乙座                             |
| 自我挑戰組 女子/W1組   | 第三名 | 李育萱            | 9118 | 3時19分48秒43 | 獎金新台幣2,000元整、獎盃乙座                             |
| 自我挑戰組 女子/W2組   | 第一名 | 邱麗卿            | 9223 | 3時43分38秒31 | 獎金新台幣5,000元整、獎盃乙座                             |
| 自我挑戰組 女子/W2組   | 第二名 | 劉秀蓮            | 9259 | 3時56分01秒24 | 獎金新台幣3,000元整、獎盃乙座                             |
| 自我挑戰組 女子/W2組   | 第三名 | 林盈汎            | 9218 | 3時58分24秒31 | 獎金新台幣2,000元整、獎盃乙座                             |